# Micrasterias sol
Micrasterias sol là một loài Song tinh tảo trong họ Desmidiaceae, thuộc chi Micrasterias.